# José Vila Abelló
José Vila Abelló (ur. 25 czerwca 1938 w Marsylii, zm. 25 sierpnia 2021) – hiszpański menedżer, w 2004 poseł do Parlamentu Europejskiego.

## Życiorys
Pracował w branży medialnej. Był m.in. członkiem zarządu komitetu radiowego i telewizyjnego Radiotelevisión Española. W 1996 został prezesem kanału telewizyjnego Euronews.
W wyborach w 1999 kandydował z listy Partii Ludowej do Europarlamentu. Mandat europosła V kadencji objął w kwietniu 2004. Należał do grupy chadeckiej, pracował w Komisji Polityki Regionalnej, Transportu i Turystyki. W PE zasiadał do lipca 2004.